# Fjord De Long
Le fjord De Long est un système de fjords situé en Terre de Peary, au nord du Groenland. Au nord-ouest, il s'ouvre sur la mer de Lincoln, dans l'océan Arctique. Il fait partie du parc national du Nord-Est du Groenland.
Le fjord doit son nom à l'explorateur de l'Arctique George Washington De Long.
Il est traversé par le 41e méridien ouest.

## Géographie
Le fjord De Long s'ouvre au nord-ouest à l'est de la Terre de Nansen et à l'ouest du fjord Weyprecht, séparé de celui-ci par l'île de Hazenland (en). Son embouchure est située au sud du Wild Sound et au sud-est de l'île Luigi Amadeo et du cap Mohn, et au sud de l'île Hanne. Le glacier Tjalfe décharge la glace de la calotte glaciaire Hans Tausen à sa tête. Bien que les îles du fjord, ainsi que la péninsule qui le flanque, ne soient pas englacées, la mer de la région est recouverte en permanence de glace.
Le fjord De Long est un système de fjords composé de trois branches séparées par des îles dans sa partie extérieure :
- Brainard Sound à l'ouest, entre Nansen Land et Borup Island (en) ;
- Fjord Thomas Thomsen (Qajuuttaq), entre Borup Island et l'MacMillan Island (en) ;
- Fjord Adolf Jensen, entre l'extrémité est de l'île MacMillan et le continent ;
- O.B. Bøggild Fjord (en) dans la partie intérieure au sud-est, au sud de la terre d'Amundsen, avec le Nordpasset (en) à sa tête[3],[2].